# الشرقية (يريم)

تعديل مصدري - تعديل

الشرقية محلة تابعة لقرية مرس، التابعة لعزلة رعين بمديرية يريم إحدى مديريات محافظة إب في الجمهورية اليمنية.، بلغ تعداد سكانها 160 حسب تعداد اليمن لعام 2004.